# Кнорре, Эрнст Кристоф Фридрих
Эрнст Кристоф Фридрих Кнорре (нем. Ernst Christoph Friedrich Knorre; 1759—1810) — астроном, профессор Дерптского университета, отец астронома К. Х. Кнорре.

## Биография
Родился 11 декабря 1759 года в Хальденслебене (Саксен-Виттенберг), близ Магдебурга. Изучив протестантское богословие в Галльском университете, Кнорре был сначала домашним учителем у книготорговца Гебауэра в Галле.
В 1789 году занял место директора и преподавателя в женской школе в Дерпте. С 1795 года начал заниматься практической астрономией, пользуясь для этого сперва самодельными инструментами, а затем небольшим Гадлеевским октантом. При учреждении университета, со 2 июля 1802 года был назначен «помощником профессора математики и астрономии, с обязательством — до прибытия последнего и до устройства обсерватории — вести преподавание математических наук». При открытии университета в 1803 году получил звание экстраординарного профессора и астронома-наблюдателя.
В течение более чем восьмилетней преподавательской деятельности в университете, Кнорре читал почти исключительно элементарные курсы. По математике читал особенно часто — почти каждый семестр — арифметику, геометрию и тригонометрию. По астрономии прочёл только один семестральный курс популярной астрономии и один такой же курс математической географии.
Не имея, до устройства обсерватории, никаких официальных обязанностей, как астроном-наблюдатель, наблюдал именно в это время особенно много и усердно, по собственному желанию. Наблюдения Кнорре состояли в определении с помощью секстантов широты и долготы Дерпта. Хотя результаты этих определений, отчасти вследствие недостатков используемых инструментов, не отличались большой точностью, всё-таки имели значение, как первые инструментальные определения географических координат Дерпта. Результаты своих астрономических наблюдений он публиковал в «Астрономическом ежегоднике Боде».
С прибытием в университет ординарного профессора математики и астрономии Пфаффа и устройством им первых временных университетских обсерваторий, наблюдательная деятельность Кнорре, вследствие его разногласий с Пфаффом, значительно уменьшилась. С отъездом Пфаффа в 1809 году, Кнорре до своей смерти оставался единственным астрономом и математиком Дерптского университета.
Умер в Дерпте 1 (13) декабря 1810 года.
В 2010 году астероид 14339 был назван в честь него, его внука Виктора и сына Карла.

## Семья
В 1790 году женился на Фридерике Зенфф, которая умерла в 1791 году. В 1793 году он женился на её сестре Софи Зенфф (Фредерика и Софи были сёстрами Карла Августа Зенффа). Их сын Карл Адольф Кнорре (1799—1873) стал известным врачом (доктор медицины, штадт-физик в Пярну), сын Карл Фридрих Кнорре (1801—1883) — астрономом и директором Николаевской обсерватории.